# Caragobius urolepis
Caragobius urolepis är en fiskart som först beskrevs av Pieter Bleeker 1852.  Caragobius urolepis ingår i släktet Caragobius och familjen smörbultsfiskar. IUCN kategoriserar arten globalt som livskraftig. Inga underarter finns listade.